# 서정용
서정용(1969년 9월 5일 ~)은 롯데 자이언츠의 전 야구 선수다.

## 출신 학교
- 초량중학교
- 부산고등학교 → 마산제일고등학교(전학)

## 같이 보기
- 1989년 롯데 자이언츠 시즌